# Муксіново
Му́ксіново (рос. Муксиново, башк. Мөҡсин) — присілок у складі Кармаскалинського району Башкортостану, Росія. Входить до складу Савалеєвської сільської ради.
Населення — 204 особи (2010; 211 в 2002).
Національний склад:
- башкири — 99 %